# Cortinarius obtusus
Cortinarius obtusus (Elias Magnus Fries, 1821 ex Elias Magnus Fries, 1838) din încrengătura Basidiomycota, în familia Cortinariaceae și de genul Cortinarius, este o specie de ciuperci necomestibile nu frecventă care coabitează, fiind un simbiont micoriza (formează micorize pe rădăcinile arborilor). O denumire populară nu este cunoscută. În România, Basarabia și Bucovina de Nord trăiește între Polytrichum commune (mușchi de pământ), respectiv între mușchiul de turbă Sphagnum precum pe sol ierbos, în grupuri mai mici sau mai mari în păduri de conifere sub brazi, molizi și pini, dar, de asemenea, prin tubării, evitând azotul. Apare de la câmpie la munte, dar nu la câmpie, din august până în noiembrie (decembrie).

## Taxonomie

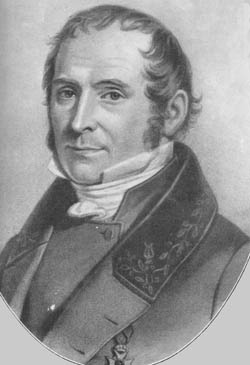
Elias M. Fries

Numele binomial Agaricus obtusus a fost determinat de marele savant suedez Elias Magnus Fries în volumul 1 al operei sale Systema mycologicum din 1821.
Apoi, în 1838, el însuși a transferat specia la genul Cortinariussub păstrarea epitetului, de verificat în cartea sa Epicrisis systematis mycologici, seu synopsis hymenomycetum din 1838, fiind numele curent valabil (2023).
Toate celelalte încercări de redenumire (vezi infocaseta) sunt acceptate sinonim.
Epitetul este se trage din cuvântul latin (latină obtusus=slab mat, obtuz, și (latină corium=aici în sensul: piele tăbăcită aspră), datorită aspectului pălăriei.

## Descriere

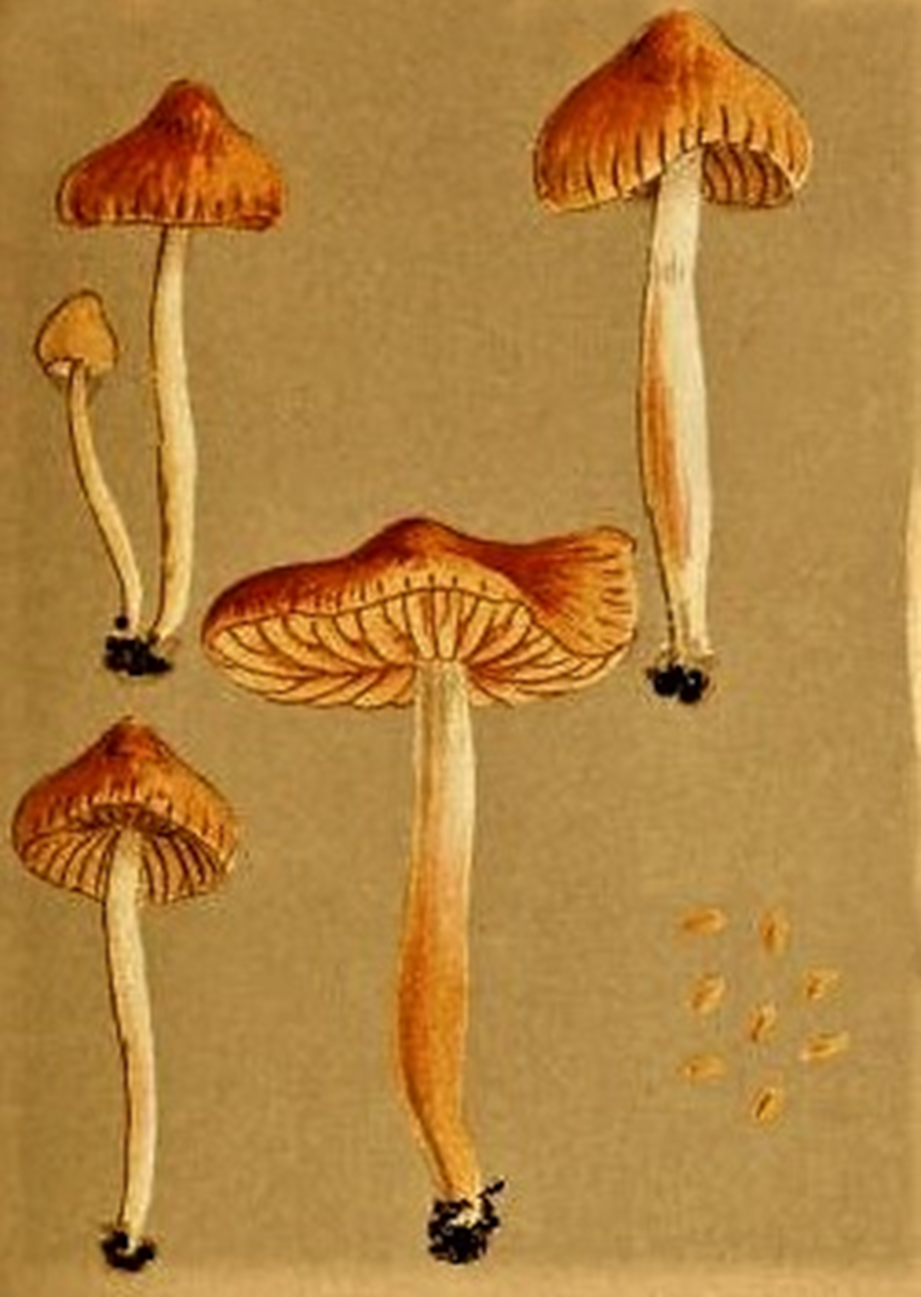
Cooke: Cortinarius obtusus

- Pălăria: subțire, higrofană, cu un diametru de 2-5 cm, la început acoperită în permanență de un văl parțial alb, este inițial în formă de clopot, apoi repede conică, aplatizând pe măsură ce avansează în vârstă, atunci în mijloc cocoșată lat, turtit sau ascuțit. Cuticula este umedă, lucioasă, spre margine striată și parțial translucidă, acoperită de solzi ai vălului minusculi. Coloritul, în tinerețe brun-roșiatic, se decolorează din cauza higrofanității pe vreme uscată și cu timpul din ce în ce mai deschis, anume brun-ocru viu până chiar și gălbui.
- Lamelele: sunt destul de subțiri și îndepărtate între ele, cu lameluțe intercalate, nu rar ceva ondulate la margine, nu prea înalte, arcuite precum bombat aderente la picior, uneori slab decurente. Sunt învăluite la început de sus menționata cortină, fiind în tinerețe galben-portocalii, iar în vârstă ruginii. Coloritul este inițial ocru crem până galben-maroniu, apoi ruginiu, brun-roșiatic până la brun de scorțișoară închis. Muchiile sterile sunt mai palide, adesea aproape albicioase.
- Piciorul: cu o lungime de 4-6 (8, uneori chiar și 10) cm și un diametru de 0,5-0,8 (1) cm, este foarte apos, mai mult sau mai puțin cilindric, rar slab îndoit, cu o bază moale, conică sau ceva bulboasă, oarecum turtită, , suprafața fiind striată fibros-albicios. Coloritul inițial albicios, galben-maroniu pal sau galben de paie deschis, devine mai târziu galben-brun murdar până la brun-roșiatic, în treimea superioară cu fibre apoase bej și alb-argintii. Nu poartă un inel.
- Carnea: subțire de colorit alb până gălbui se decolorează repede după tăiere maroniu în picior precum în centrul pălăriei. Mirosul, în tinerețe de ridichi, primește repede unul de iod sau de dulap cu medicamente care se intensifică în decursul uscării, gustul fiind neremarcabil și blând.
- Caracteristici microscopice: are spori maronii, elipsoidali în formă de migdale,  moderat dens de verucoși și dextrinoizi (palid ocru-bruni în KOH), măsoară 7-9 x 4,5-5,3 microni, pulberea lor fiind brun de scorțișoară. Basidiile cilindric clavate cu 4 sterigme fiecare au o dimensiune de 23-35 x 7-10 microni. Epicutis (stratul superior de hife din pielea multistratificată a calotei ciupercii) prezintă celule foarte fin incrustate și neevidențiate la culoare; Hipodermul este slab dezvoltat cu celule de abia peste 10 µm lățime, dar cu pereți groși și cu pigment granular, de culoarea chihlimbarului, cu pereți groși (încrustând și în dungi transversale). Subcutis (stratul inferior de hife) cuprinde celule obișnuite, umflate de obicei cu o dimensiune de 40 µm x 15 µm. Cheilocistidele (elemente sterile situate pe muchia lamelor) clavate până veziculoase sunt prezente, dar numai puțin diferențiate și rare, asemănătoare basidiolelor. Suprafața pileipellis în sine constă din elemente alungite, de obicei înălțate, cu diametrul de 5-8 µm.[9][10][11]

- Reacții chimice: cu hidroxid de potasiu, carnea se decolorează imediat brun, iar cuticula negru.[12][13]

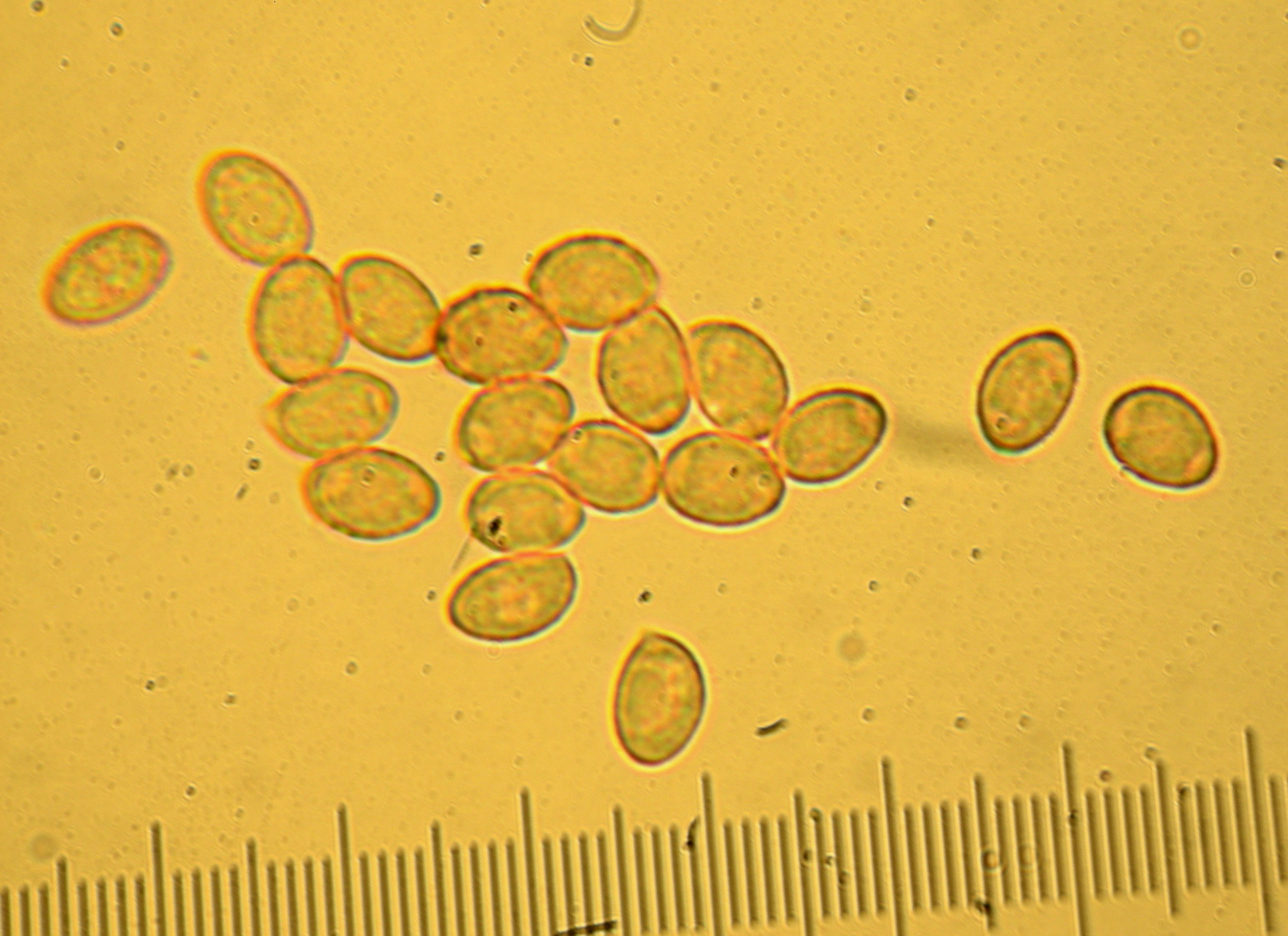
C. obtusus, spori
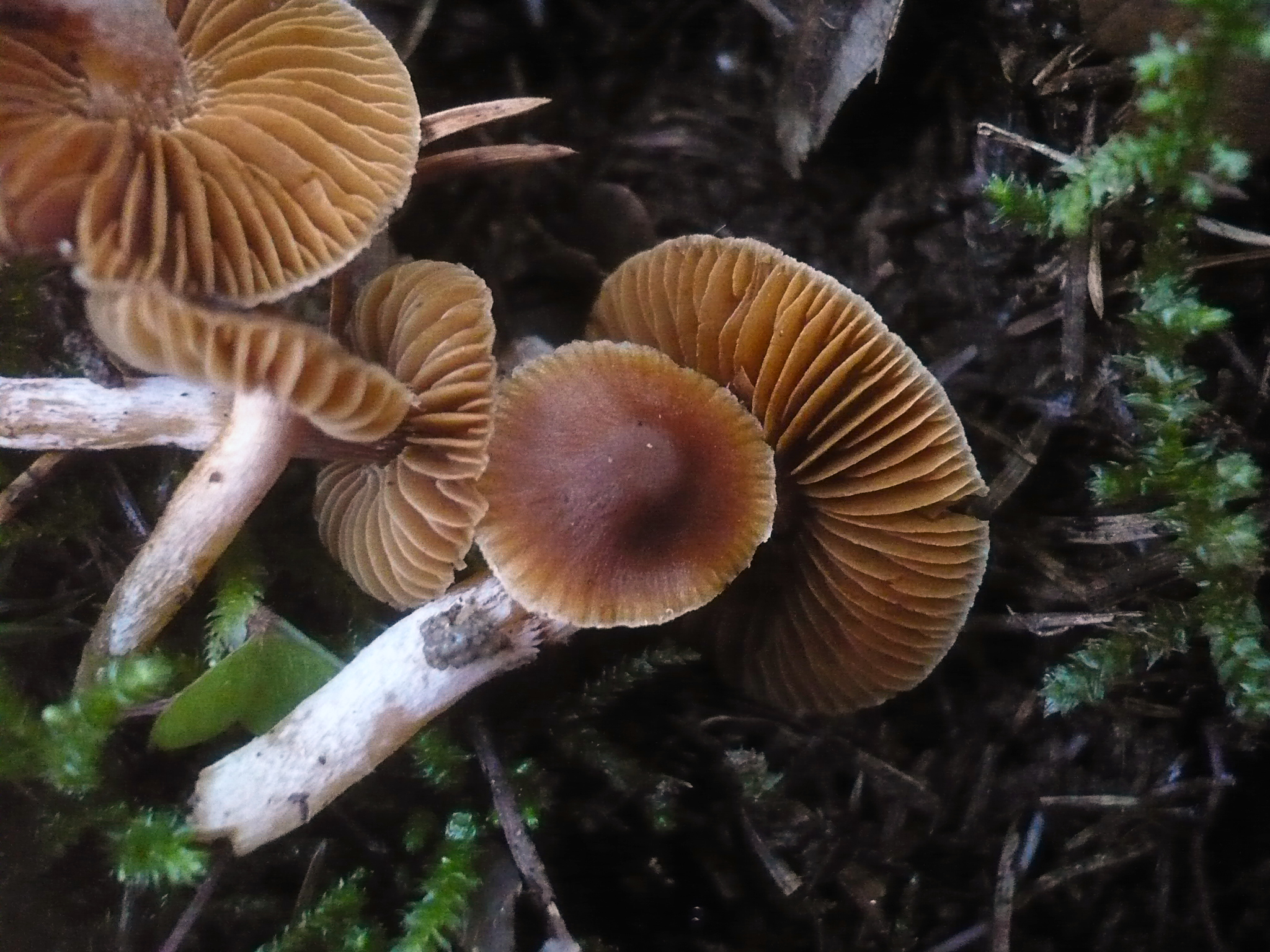
C. obtusus: pălărie, lamele și picior
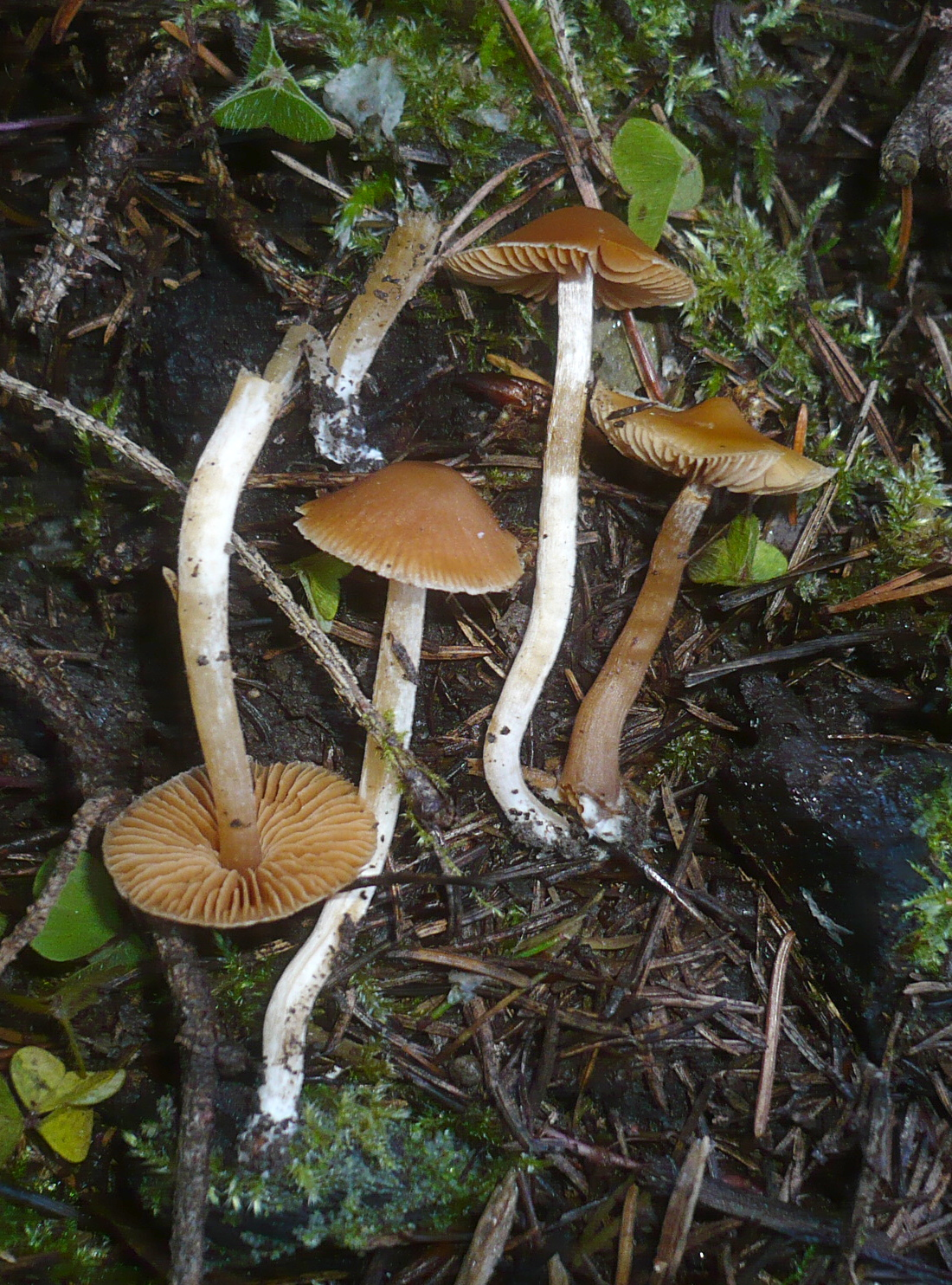
C. obtusus: grup, aspect lateral

## Confuzii
Specia poate fi confundată cu suratele sale aceluiași gen cum sunt de exemplu: 
Cortinarius armeniacus (necomestibil), Cortinarius cagei sin. Cortinarius bicolor (necomestibil), Cortinarius casimirii (necomestibil), Cortinarius corrugatus (suspect), Cortinarius croceus (otrăvitor), Cortinarius damascenus (necomestibil), Cortinarius decipiens (necomestibil), Cortinarius fasciatus (necomestibil), Cortinarius fulvescens (necomestibil), Cortinarius gentilis (otrăvitor), Cortinarius hinnuleus (necomestibil), Cortinarius malicorius (otrăvitor), Cortinarius subbalaustinus (necomestibil) sau Cortinarius uliginosus (otrăvitor).

## Specii asemănătoare în imagini

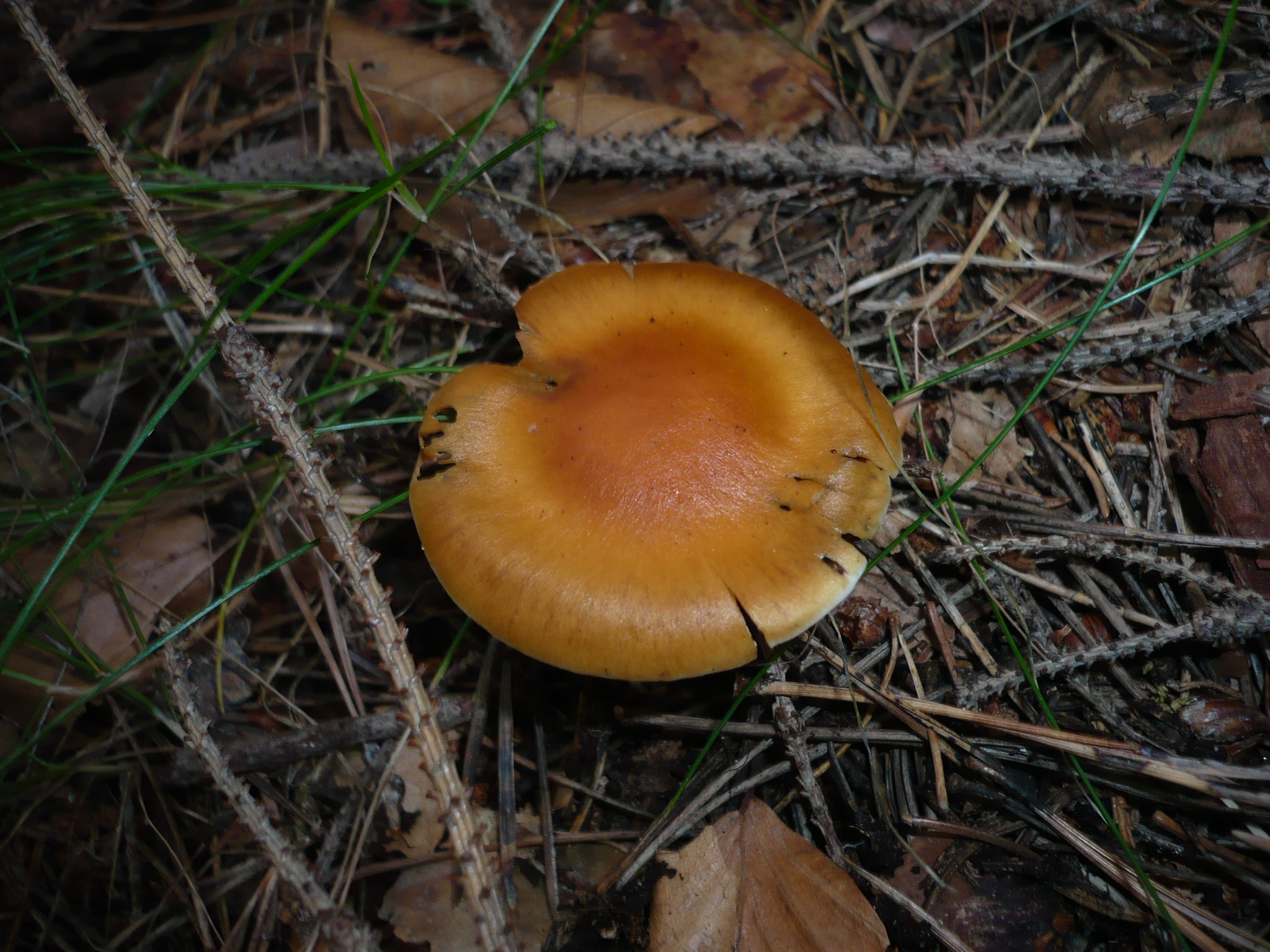
!Cortinarius armeniacus!
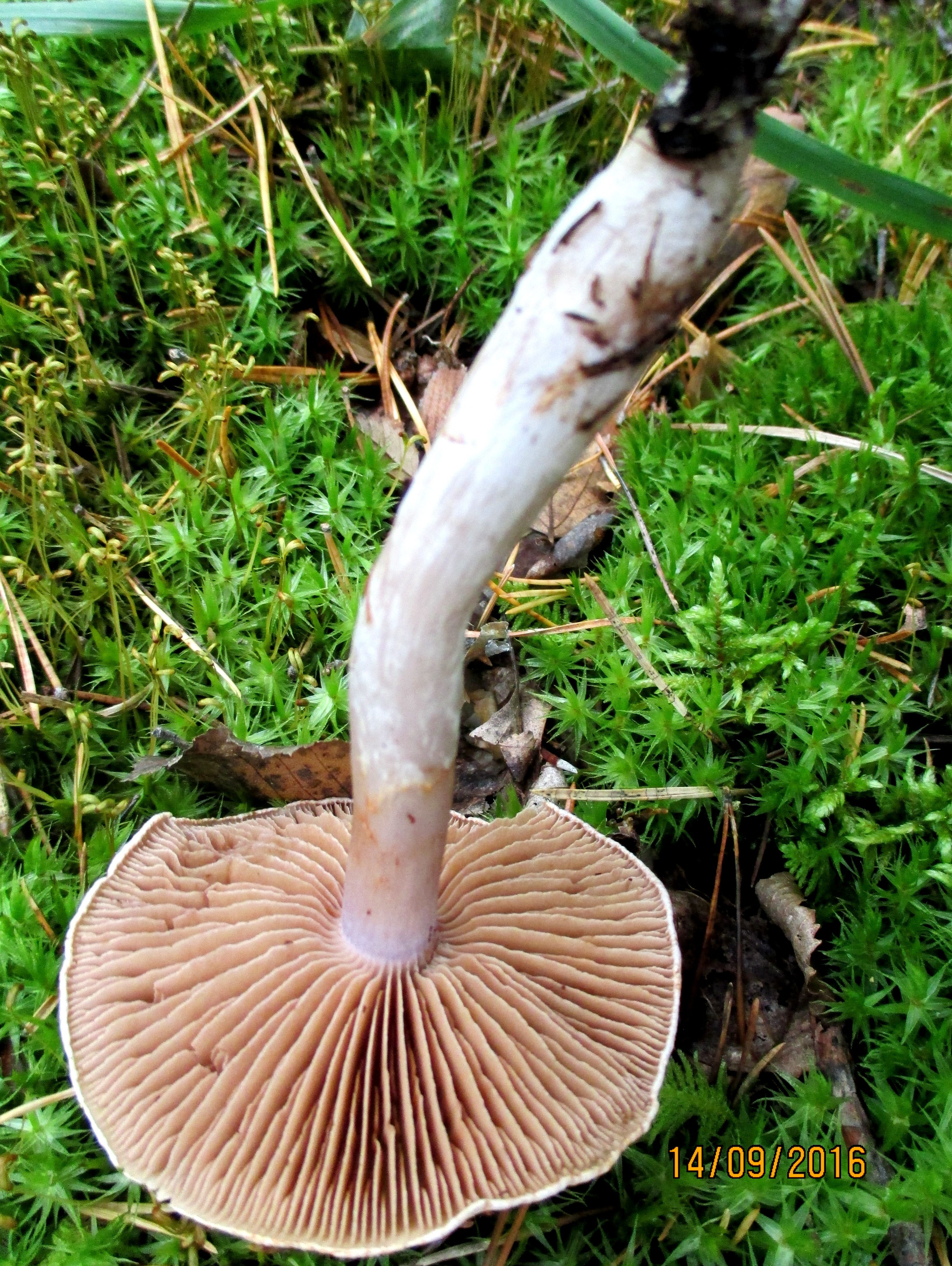
Cortinarius cagei sin. Cortinarius biformis
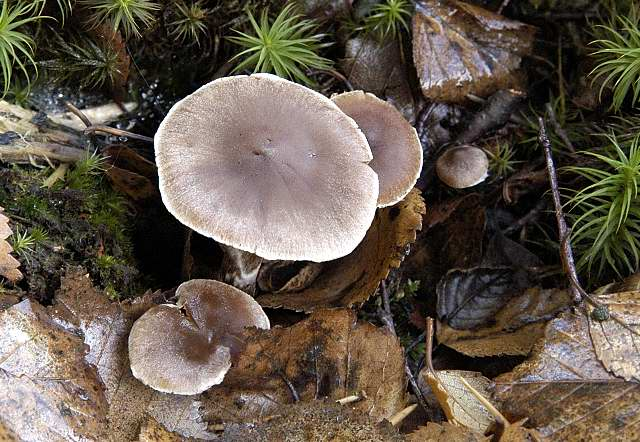
!Cortinarius casimirii!
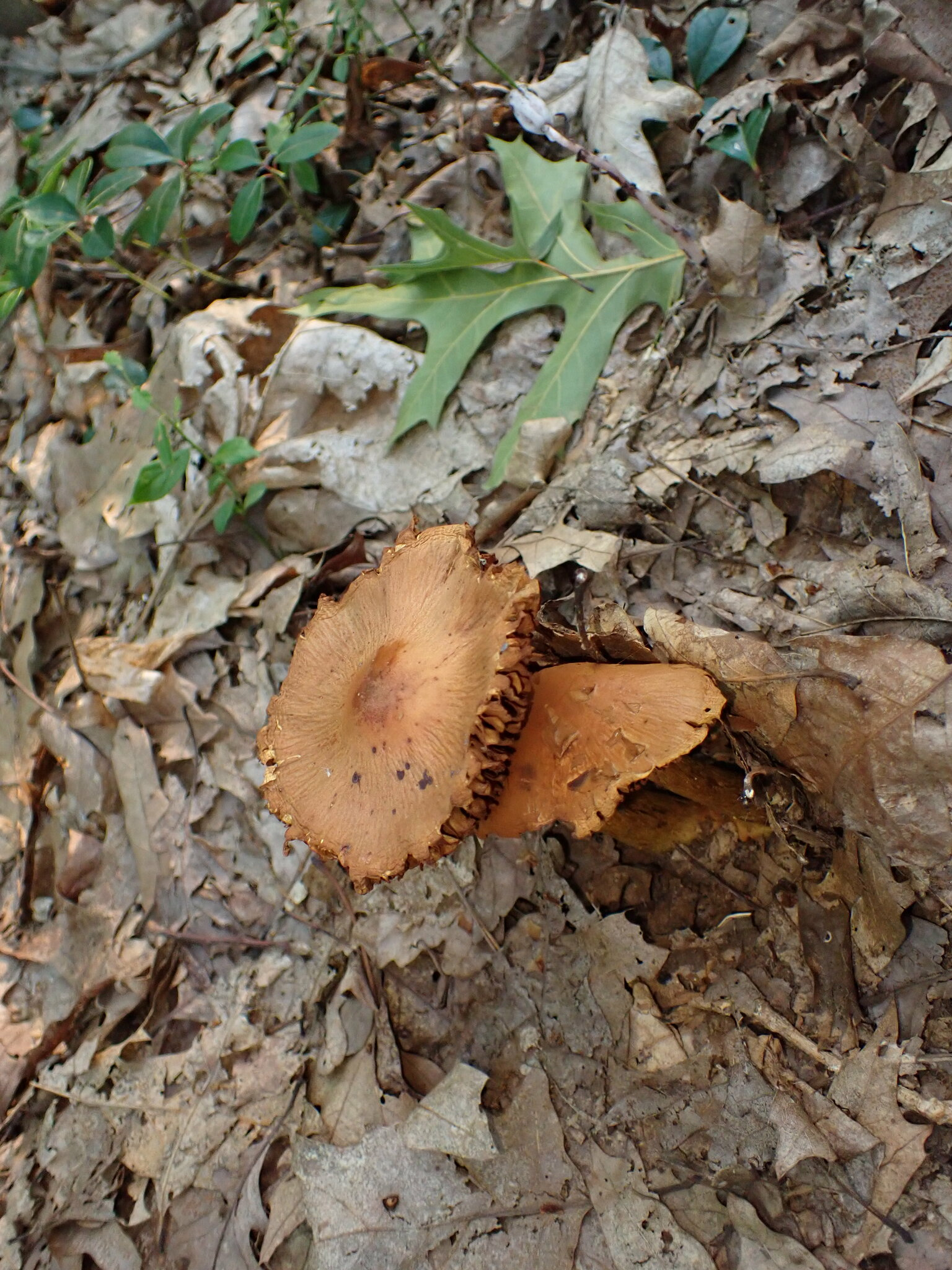
!!Cortinarius corrugatus!!
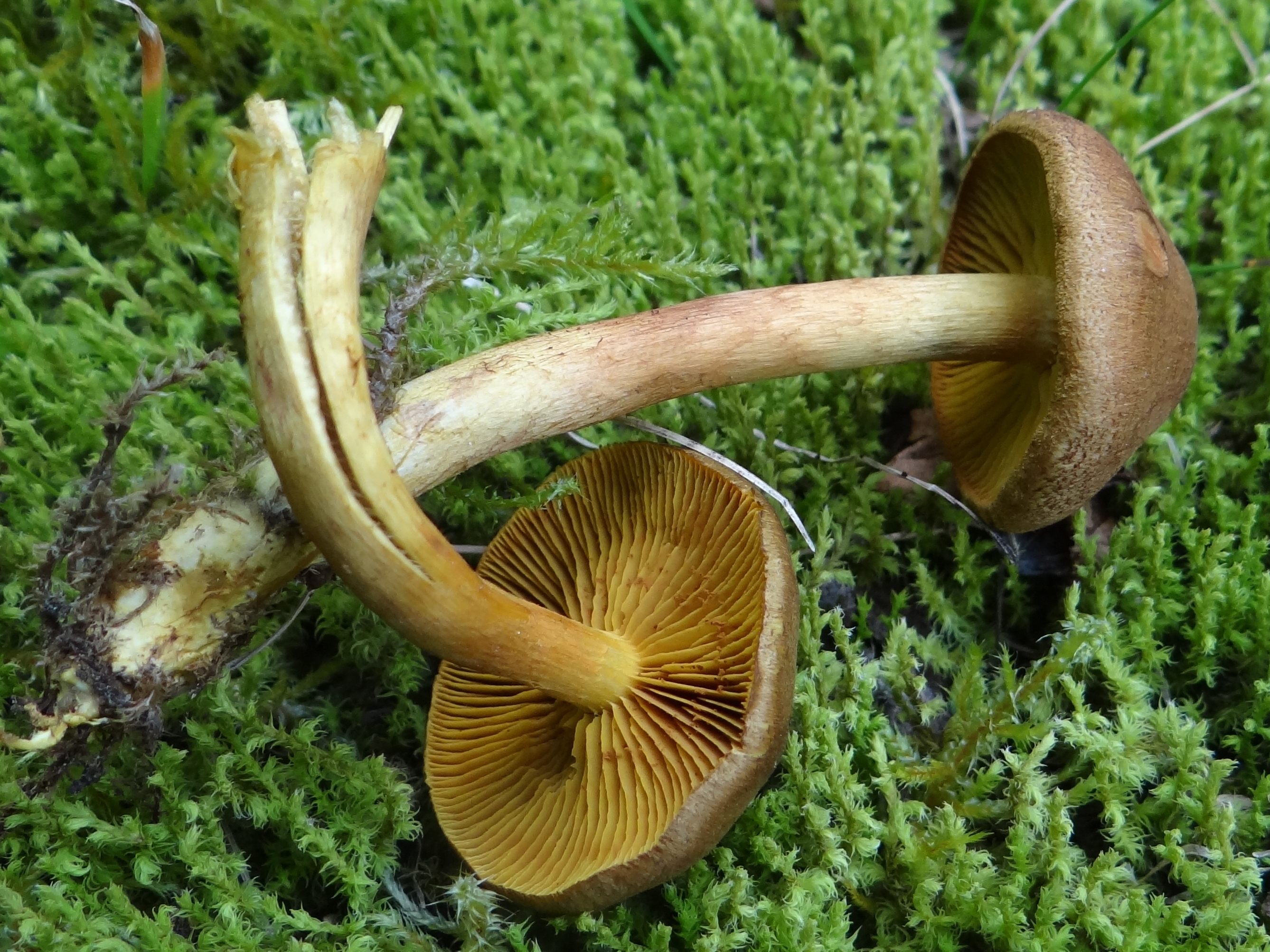
!!Cortinarius croceus!!

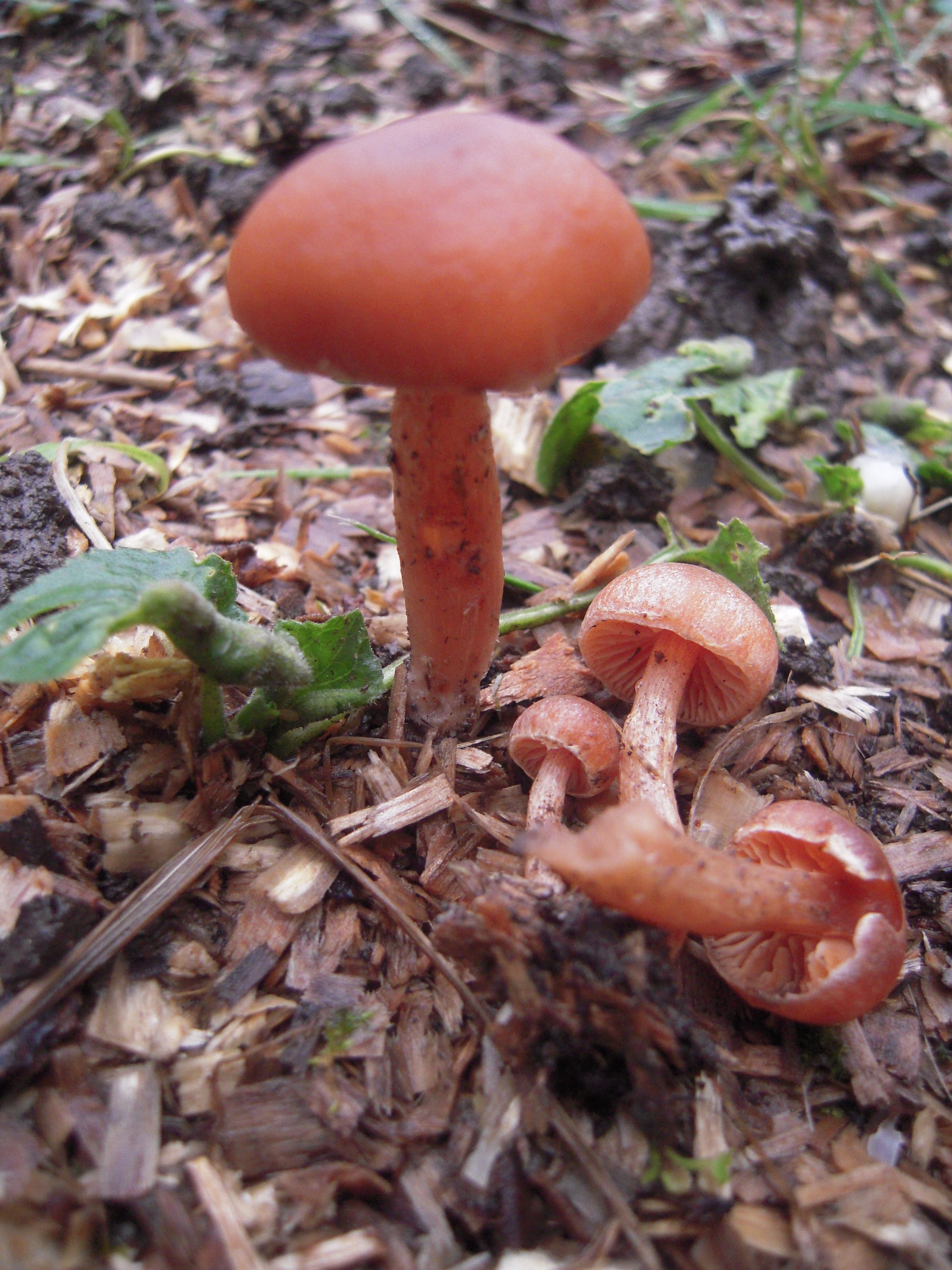
!Cortinarius damascenus!
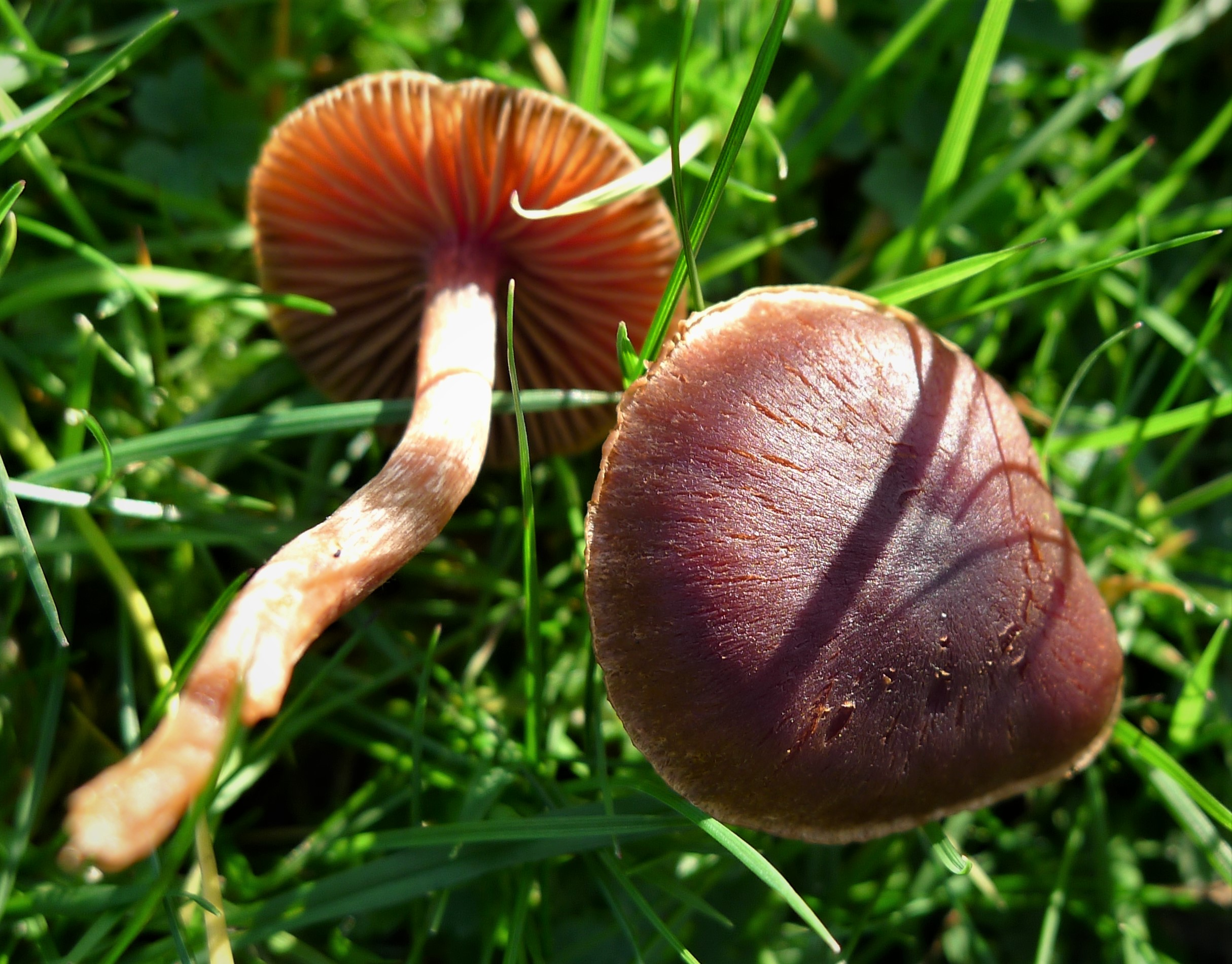
!Cortinarius decipiens!
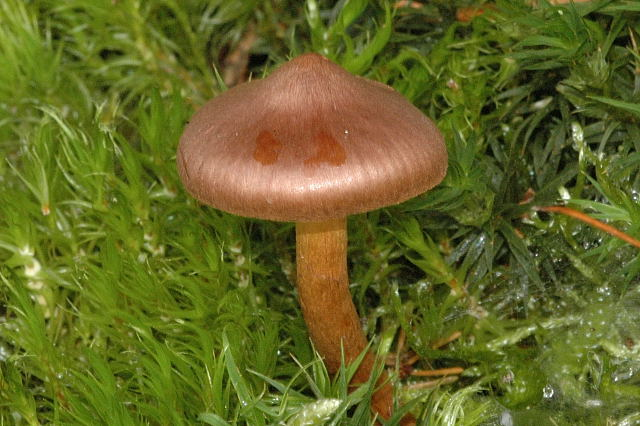
!!Cortinarius fasciatus!!
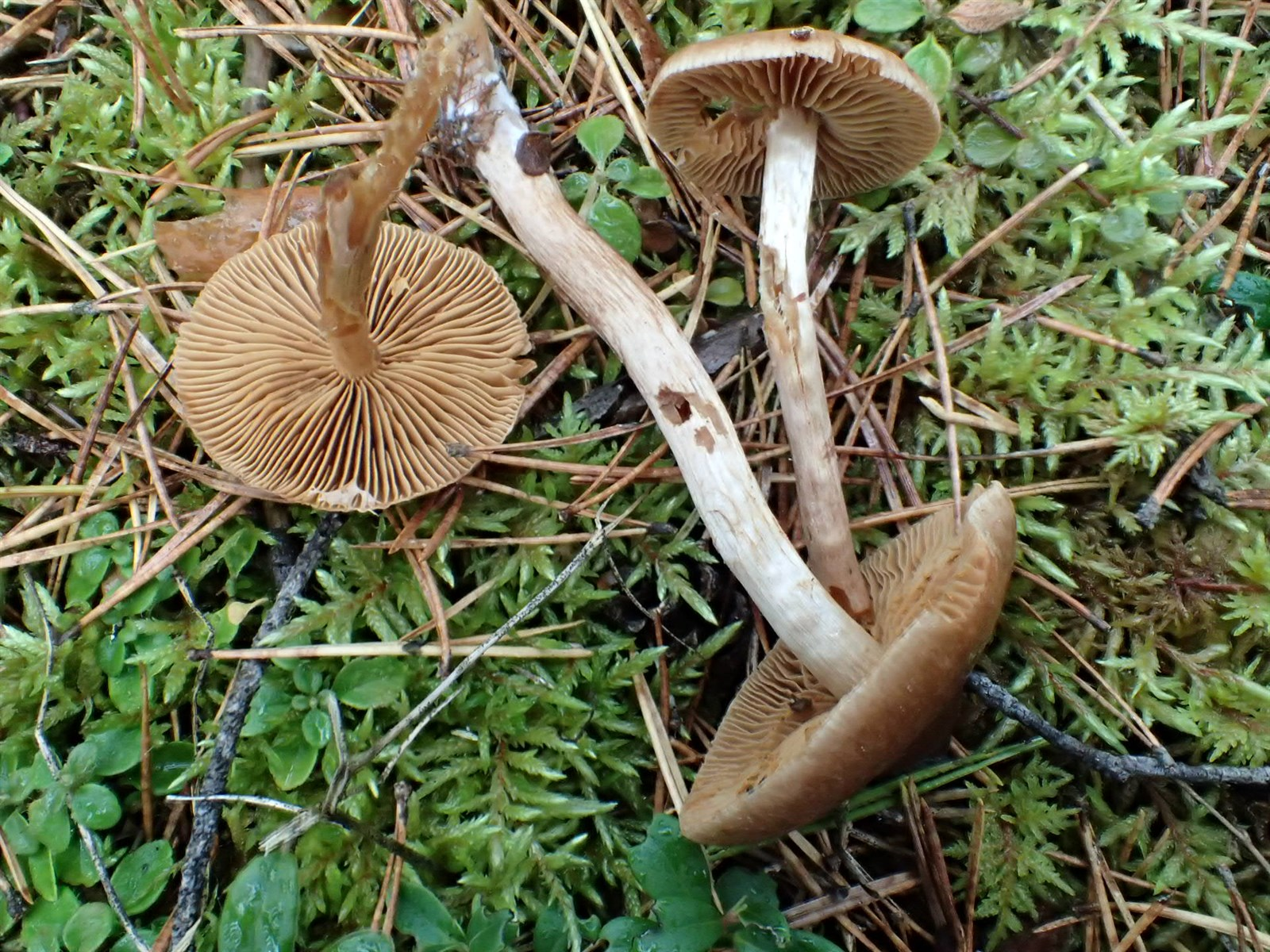
!Cortinarius fulvescens!

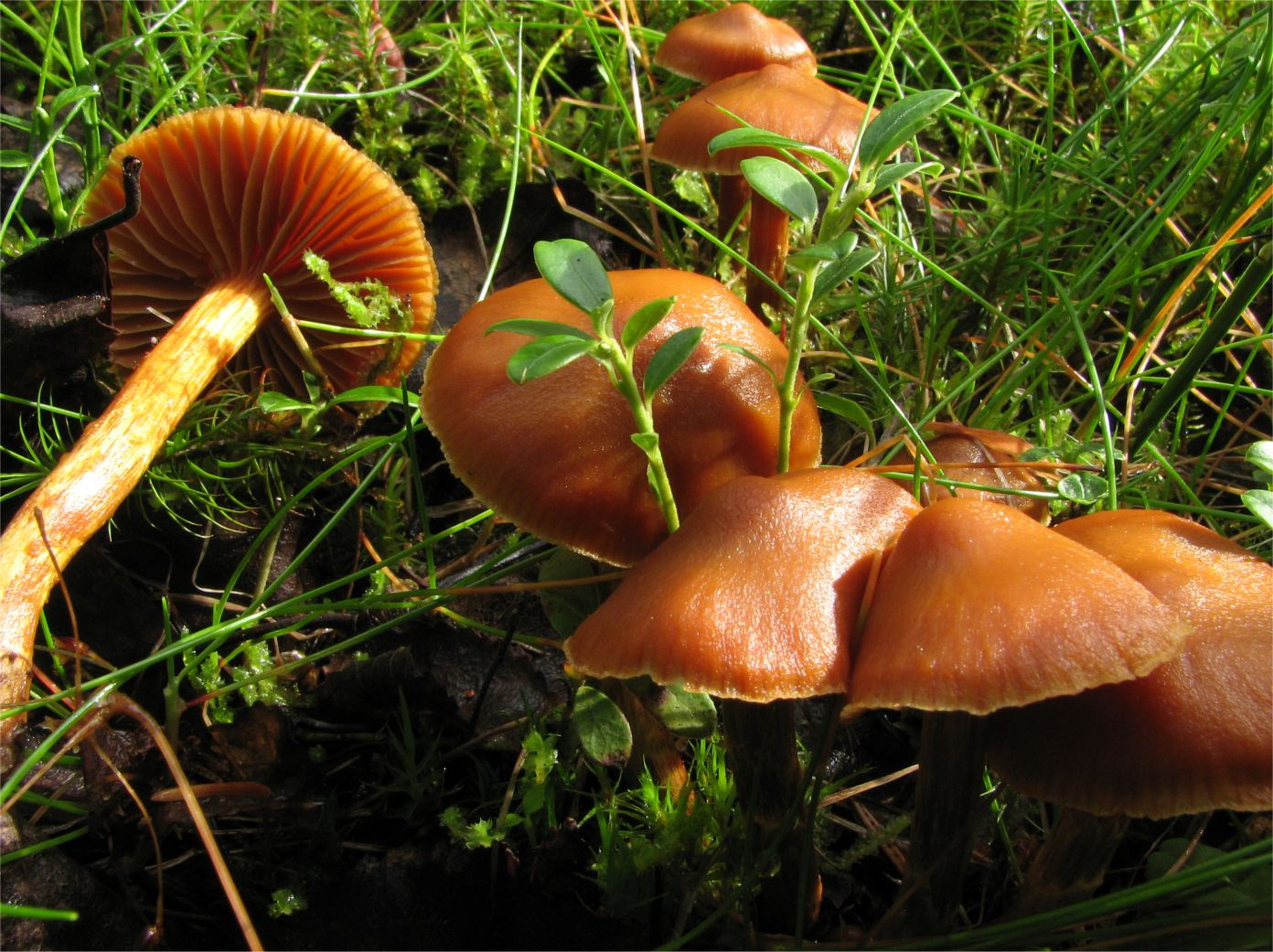
!!Cortinarius gentilis!!
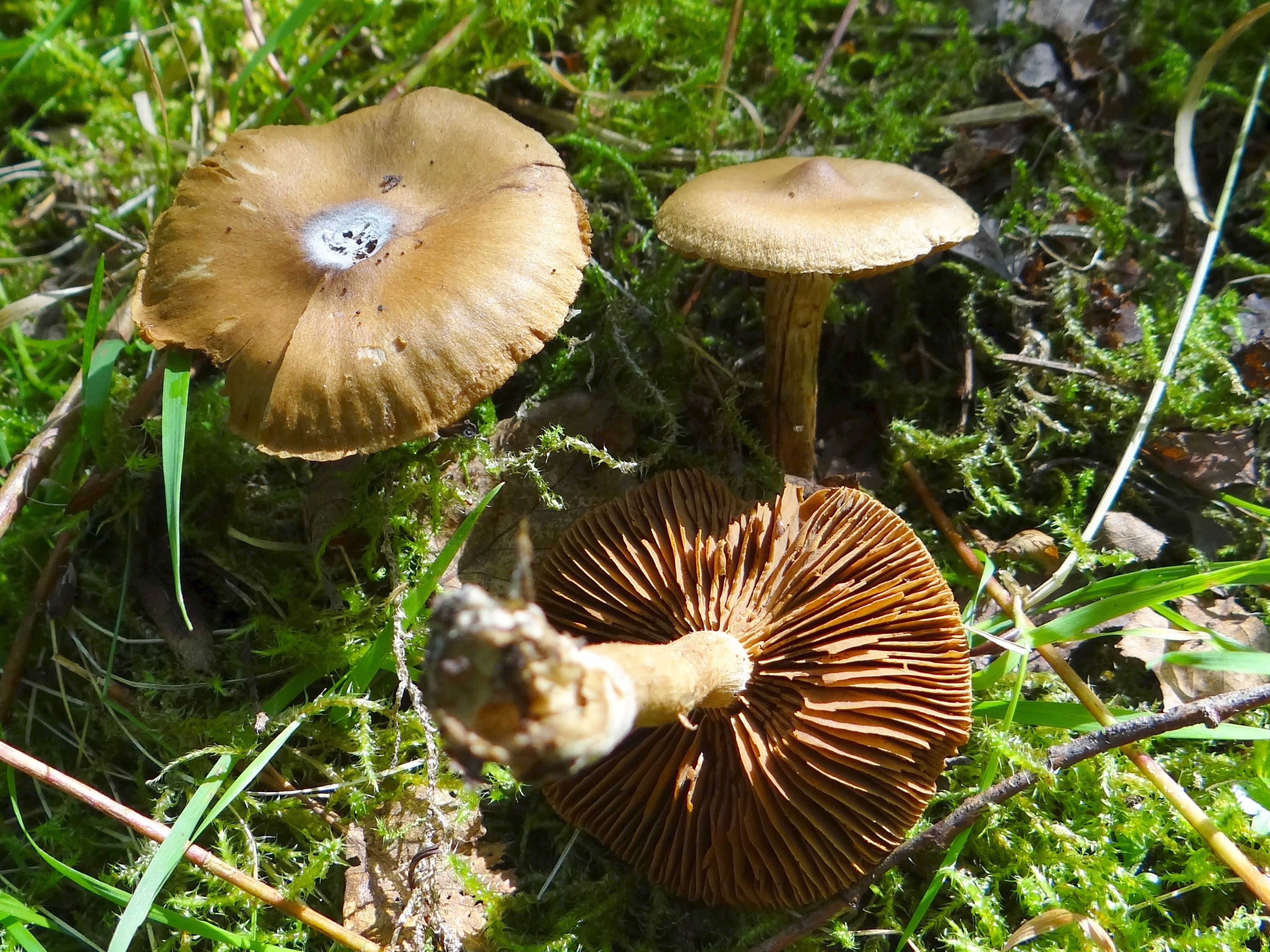
!Cortinarius hinnuleus!
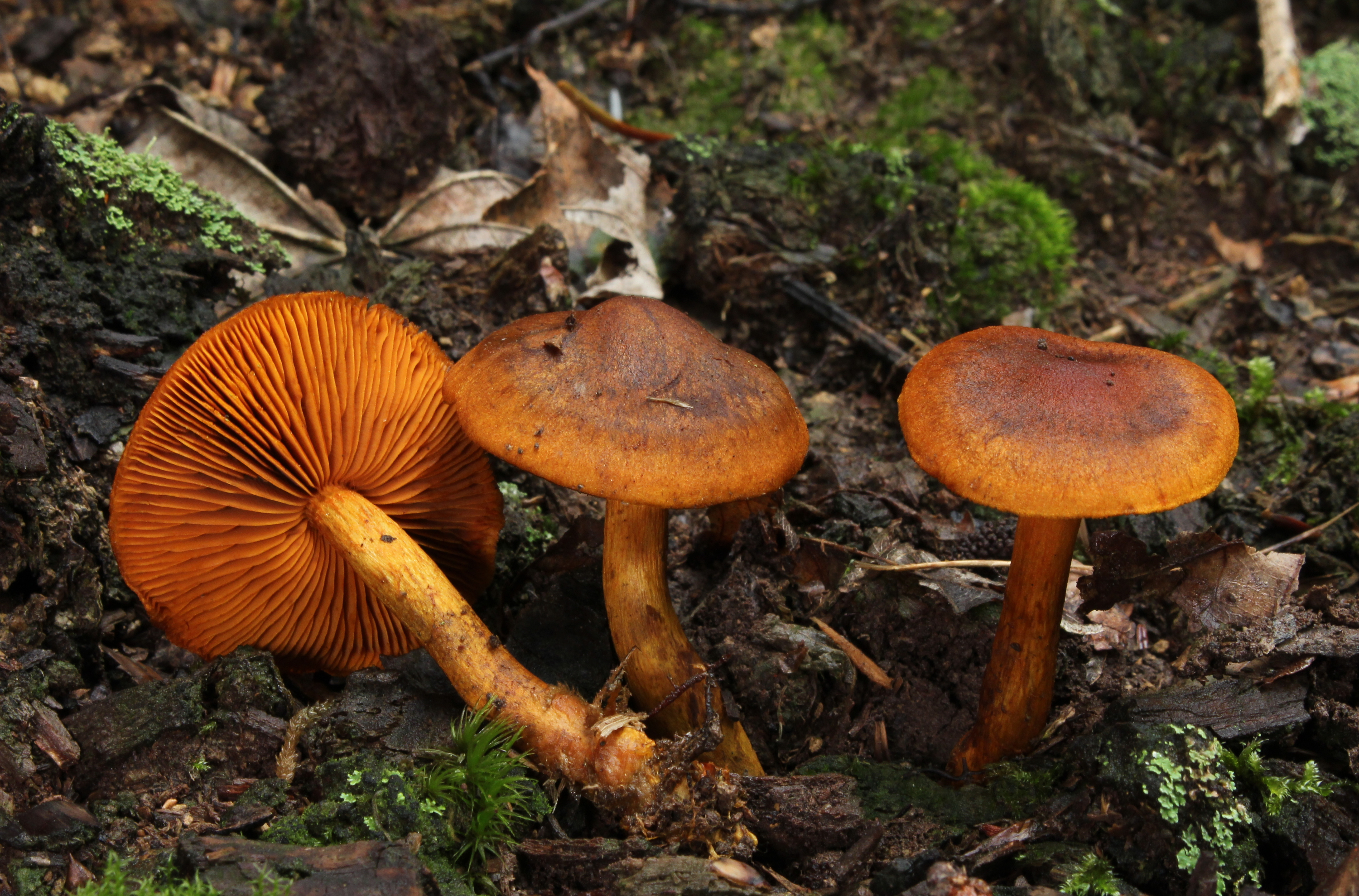
!!Cortinarius malicorius!!
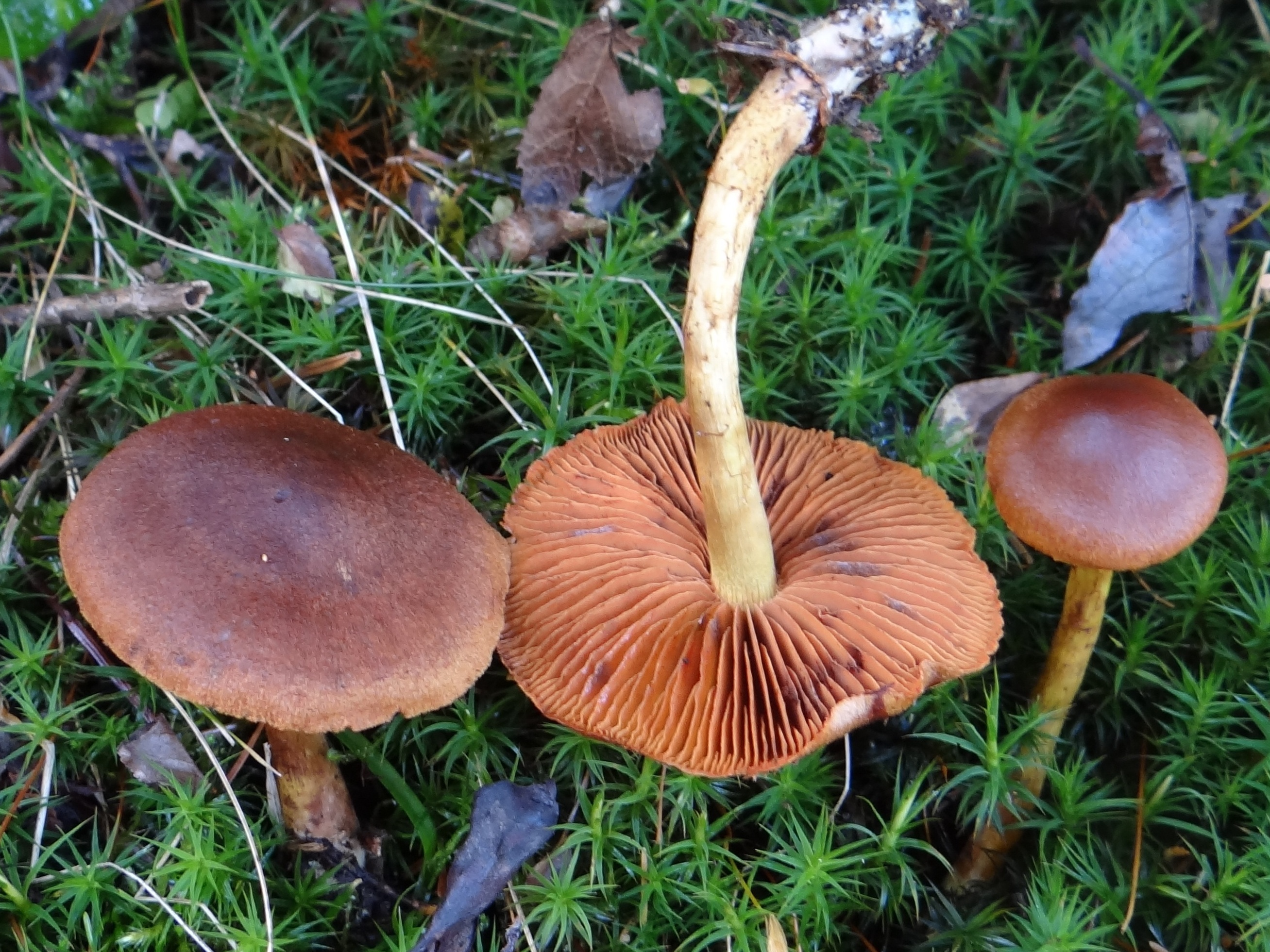
!!Cortinarius uliginosus!!

## Valorificare
Cortinarius obtusus este din cauza gustului oribil absolut necomestibil.